# Ozero Sominskoje (sjö i Vitryssland)
Ozero Sominskoje (ryska: Озеро Соминское) är en sjö i Belarus.   Den ligger i voblasten Brests voblast, i den centrala delen av landet, 190 km sydväst om huvudstaden Minsk. Ozero Sominskoje ligger 148 meter över havet. Arean är 0,41 kvadratkilometer. Den sträcker sig 1,1 kilometer i nord-sydlig riktning, och 0,6 kilometer i öst-västlig riktning.
Omgivningarna runt Ozero Sominskoje är en mosaik av jordbruksmark och naturlig växtlighet. Runt Ozero Sominskoje är det ganska glesbefolkat, med 36 invånare per kvadratkilometer.